# Holt Farm
Die Holt Farm ist eine historische Farm in Andover im US-Bundesstaat Massachusetts. Das um 1714 errichtete Anwesen wurde 1982 im Rahmen der Multiple Property Submission Town of Andover MRA als Baudenkmal in das National Register of Historic Places aufgenommen.

## Geschichte
Die Farm wurde um 1714 auf dem Holt Hill, der höchsten Erhebung im Essex County erbaut. Das Landstück war bereits seit 1661 in Besitz der Familie Holt. Bauherr war ein Enkel des ersten Besitzers, in verschiedenen Quellen sind entweder ein Nicholas Holt III oder ein Timothy Holt überliefert. Die Gebäude wurden im Lauf der Zeit mehrfach aus- und umgebaut. Die Farm blieb bis 1876 in Besitz der Familie Holt. Nach mehreren Besitzerwechseln kam sie 1917 wieder in Besitz von Nachfahren der Familie. Der Hügel, der zwischenzeitlich Prospect Hill genannt wurde, heißt seit 1938 wieder offiziell Holt Hill. Im Jahr 1940 wurden Teile des Farmlands an die Trustees of Reservations übergeben.